# Takatori
Takatori (高取町, Takatori-chō) est un bourg du district de Takaichi, dans la préfecture de Nara au Japon.

## Géographie

### Situation
Takatori est situé dans le centre-ouest de la préfecture de Nara, au Japon.

### Municipalités limitrophes
| Gose  | Kashihara | Asuka   |
| Gose  | Takatori  | Asuka   |
| Ōyodo | Ōyodo     | Yoshino |

### Démographie
Au 28 février 2019, la population de Takatori s'élevait à 6 782 habitants répartis sur une superficie de 25,79 km2.

## Histoire
Le village moderne de Takatori est créé le 1er avril 1889. Il obtient le statut de bourg en 1891.

## Culture locale et patrimoine

### Site historique
Les vestiges du château de Takatori sont situés sur le mont Takatori, au sud-est du bourg.

### Archéologie
En 2020, des archéologues ont mis au jour à Takatori les restes d'une installation destinée à émettre des signaux par le feu ou la fumée, qui faisait partie d'un réseau de signalisation mis en place au VIIe siècle entre Kyushu et Asuka, mentionné dans le Nihon shoki.

## Transports
Takatori est desservi par la ligne Kintetsu Yoshino.